# Portage (Michigan)
Portage è un comune degli Stati Uniti d'America, situato nello Stato del Michigan, nella Contea di Kalamazoo.